# 니가타현 제6구
니가타현 제6구(新潟県 第6区)는 일본의 중의원 선거구이다. 1994년 공직선거법으로 신설되었다.

## 지역
- 도카마치시
- 이토이가와시
- 묘코시
- 조에쓰시
- 나카우오누마군
  - 쓰난정